# Artaise-le-Vivier
Artaise-le-Vivier è un comune francese di 60 abitanti situato nel dipartimento delle Ardenne, nella regione del Grand Est.

## Società

### Evoluzione demografica
Abitanti censiti